# خير أباد (نغار بردسير)
خير أباد (بالفارسية: خیرآباد) هي قرية تقع في إيران في البلدة المركزية. يقدر عدد سكانها بـ 51 نسمة بحسب إحصاء 2016.